# Борзенкова Галина Миколаївна
Галина Миколаївна Борзенкова (Тян) (2 лютого 1964) — радянська гандболістка. Заслужений майстер спорту. Бронзовий призер Олімпійських ігор (1992).

## Біографія
Галина Борзенкова народився 2 лютого 1964.
Чемпіонка світу (1990), чемпіонка світу серед молоді (1983), володарка Кубка Кубків (1987, 1988), фіналістка Кубка європейських чемпіонів (1990), фіналістка Кубка кубків (1989), чемпіонка СРСР (1989 , 1992), срібний призер чемпіонатів СРСР (1983, 1984, 1986, 1987, 1988), бронзовий призер союзної першості (1990, 1991), володарка бронзової медалі чемпіонату Югославії.
Одна з найсильніших лінійних в історії світового гандболу. У 1992 році завоювала бронзову медаль у складі Об'єднаної команди на Олімпійських іграх в Барселоні. Вона зіграла всі п'ять матчів і забила п'ять голів.
У складі краснодарської «Кубані» провела 11 сезонів.